# Premios Golden Rooster
Los Golden Rooster (en chino simplificado, 金鸡奖; pinyin, Jīnjī Jiǎng, lit. Gallo de oro) son unos premios entregados en honor a la excelencia en logros cinematográficos en la China continental.

## Historia

El nombre del premio fue tomado del signo del gallo, que en la astrología china le corresponde a los nacidos en 1981, año de inauguración de los premios.

Los premios se otorgaban originalmente de forma anual, comenzando en el año de 1981. El nombre del premio fue tomado del signo del gallo, que en la astrología china le corresponde a los nacidos en el año 1981 (año de inauguración de la ceremonia). Los ganadores de los premios reciben una estatuilla con la forma de un gallo de oro, y son seleccionados por un jurado de cineastas, expertos e historiadores de cine, y son entregados por la Asociación de Cine de China.
Originalmente, los premios Golden Rooster solo estaban disponibles para los nominados de la China continental, pero en 2005 se extendió su alcance a las producciones cinematográficas realizadas en Taiwán, Hong Kong y otros lugares de Asia en un esfuerzo por competir con los Premios Golden Horse, entregados en el Festival de Cine de Taipéi.
En 1992 los premios Golden Rooster y los premios Hundred Flowers fueron unificados en un solo festival nacional. Los premios Golden Rooster y Hundred Flowers han tenido lugar en años alternos desde 2005, con los Golden Rooster celebrándose en los años impares. Películas de los últimos dos años son elegibles para los premios Golden Rooster desde 2007.
La entrega de ambos premios se realiza en una ceremonia anual donde son llevadas a cabo una serie de actividades culturales como la exhibición de nuevas películas chinas y extranjeras, seminarios académicos y la denominada feria del cine.

## Ganadores notables

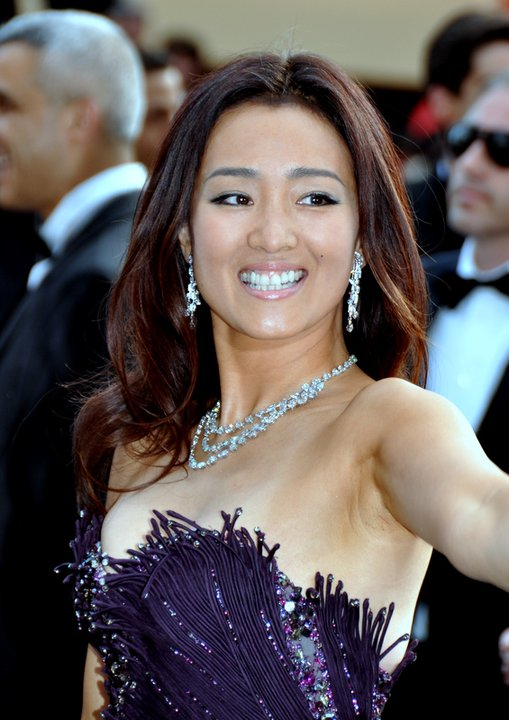
La actriz Gong Li obtuvo el premio Golden Rooster en dos ocasiones, en 1993 y en 2000 respectivamente.

A lo largo de su historia, los premios Golden Rooster han sido entregados a notables personalidades del cine chino. La actriz Pan Hong ha recibido tres veces el galardón, seguida de las actrices Gong Li y Song Chunli que lo han ganado en dos ocasiones. La actriz Xu Fan ha recibido cinco nominaciones pero nunca ha podido hacerse con la estatuilla.
Actores notables como Jackie Chan, Xia Yu, Liu Ye, Deng Chao y Huang Xiaoming ganaron el premio en la categoría de mejor actor. Directores de gran trayectoria como Zhang Yimou, Chen Kaige, Peng Xiaolian, Feng Xiaogang y Tsui Hark han sido galardonados con el premio en la categoría de mejor director. Otros directores novatos como Wen Zhang, Chen Jianbin y Zhao Wei han obtenido el galardón en la categoría de mejor debut como director.
En la ceremonia se han premiado notables producciones cinematográficas como Sorgo rojo (Zhang Yimou, 1988), Qiu Ju, una mujer china (Zhang Yimou, 1993), Mei Lanfang (Chen Kaige, 2008) y Wolf Totem (Jean-Jacques Annaud, 2014).
En la categoría de la trayectoria artística han sido homenajeadas grandes figuras del cine chino como los directores Xie Jin y Yan Jizhou, los actores Chen Qiang y Zhang Ruifang y el guionista Lu Zhuguo, entre otros.

## Categorías
- Mejor película
- Mejor director (最佳导演)
- Mejor actor (最佳男主角)
- Mejor actriz (最佳女主角)
- Mejor actor de reparto (最佳男配角)
- Mejor actriz de reparto (最佳女配角)
- Mejor guion (最佳编剧)
- Mejor debut como director (最佳导演处女作)
- Mejor fotografía (最佳摄影)
- Mejor sonido
- Mejor director artístico
- Mejor banda sonora
- Mejor película para televisión
- Mejor documental
- Mejor animación (最佳美术片)
- Premio a la trayectoria artística (终身成就奖)